# مسجد أمير جقماق
مسجد أمير جقماق هو مسجد في يزد. يُعَد هذا مسجد من روائع فن العمارة والبناء ويقع إلى الجنوب من ميدان أمير جقماق، وقد انتهى بناؤه عام 841 للهجرة. ولهذا المسجد مدخلان فخمان وقبة بيضوية الشكل مرصعة من الخارج بالكاشي الاخضر، ولها صحن ومحراب و مئذنة مستطيلة الشكل.